# Salles (Hautes-Pyrénées)
Salles ist eine französische Gemeinde mit 248 Einwohnern (Stand 1. Januar 2022) im Département Hautes-Pyrénées in der Region Okzitanien. Sie gehört zum Kanton La Vallée des Gaves und zum Arrondissement Argelès-Gazost. 

## Lage
Sie ist umgeben von folgenden Nachbargemeinden:
| Asson     | Saint-Pé-de-Bigorre                         | Ségus                |
| Ferrières | Kompassrose, die auf Nachbargemeinden zeigt | Ouzous               |
| Aucun     | Arcizans-Dessus                             | Sère-en-Lavedan, Ger |

## Bevölkerungsentwicklung

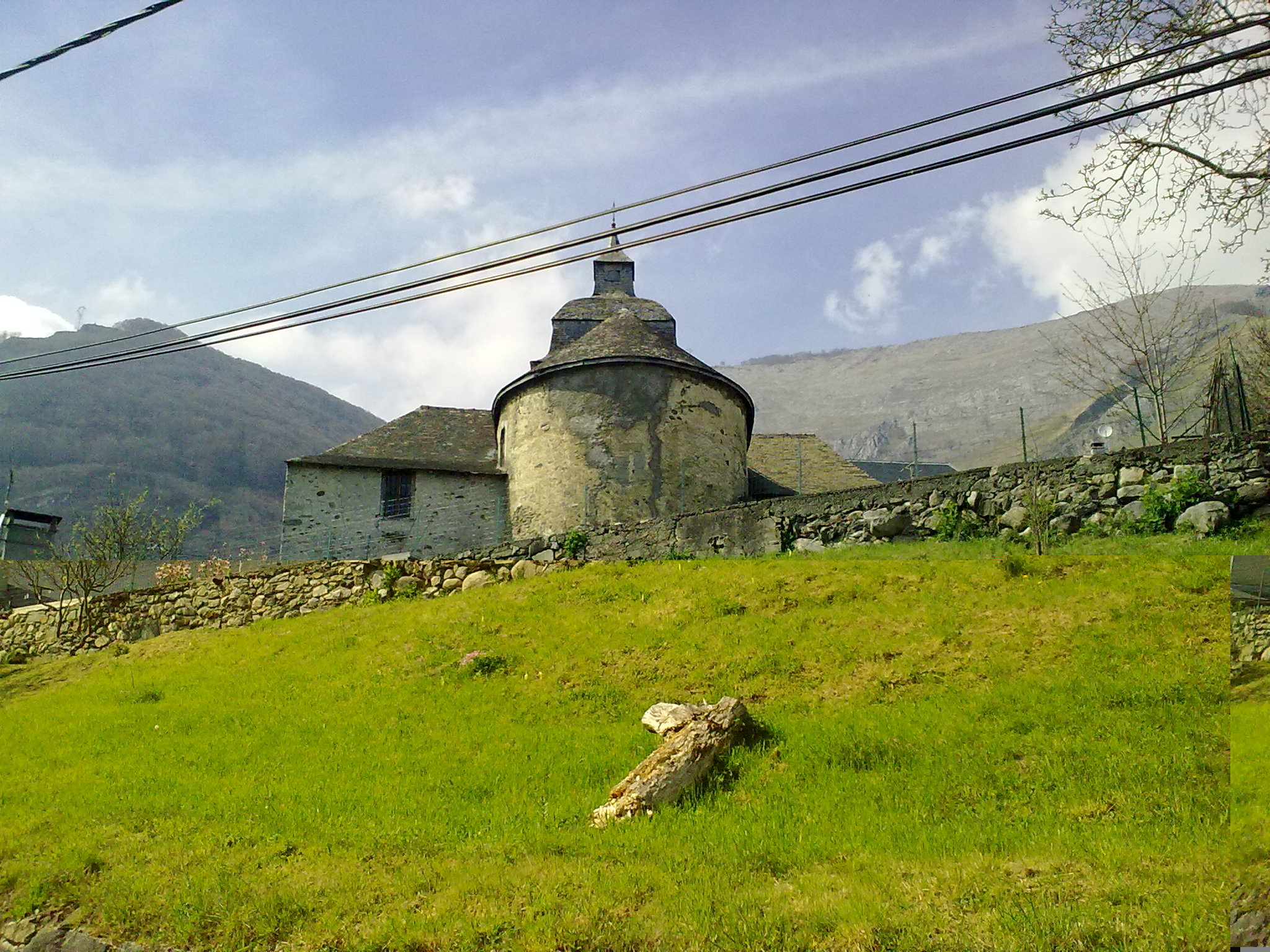
Kirche Saint-Jacques

| Jahr                      | 1962 | 1968 | 1975 | 1982 | 1990 | 1999 | 2008 | 2016 |
| ------------------------- | ---- | ---- | ---- | ---- | ---- | ---- | ---- | ---- |
| Einwohner                 | 239  | 225  | 225  | 206  | 190  | 168  | 194  | 226  |
| Quelle: Cassini und INSEE |      |      |      |      |      |      |      |      |